# 9027 Graps
A 9027 Graps (ideiglenes jelöléssel (9027) 1988 VP5) a Naprendszer kisbolygóövében található aszteroida. Antonín Mrkos fedezte fel 1988. november 4-én.